# Freie Schule Frankfurt
Die Freie Schule Frankfurt (FSF) ist eine staatlich genehmigte Ersatzschule in Frankfurt am Main. Sie wurde 1974 in Frankfurt am Main gegründet. Sie gehört damit zu Deutschlands ältesten Freien Alternativschulen und hat seit 2013 zwei Standorte: Der erste Standort befindet sich in einem umgebauten Wohnhaus in der Vogelweidstraße in Frankfurt-Sachsenhausen. Für den zweiten Standort wurde in der Ronneburgstraße in Frankfurt-Preungesheim ein Neubau errichtet.
Die FSF ist eine Ganztagseinrichtung mit Grundschule, Förderstufe und Kindertagesstätte. In der Vogelweidstraße leben und lernen 50 Kinder und zehn Erwachsene miteinander. Die Kinder werden im Alter von drei bis sechs Jahren in die Freie Schule Frankfurt aufgenommen. In der Ronneburgstraße gibt es 60 Plätze und die Kinder werden zwischen einem Jahr und sechs Jahren aufgenommen. Mit 13 Jahren wechseln sie dann auf eine weiterführende Schule. Der Übergang auf die Regelschule und die Schulwahl werden mit den Kindern intensiv vorbereitet, indem sie an verschiedenen Schulen hospitieren und sich von den älteren Kindern Rat holen. Die langjährige Zusammenarbeit mit vielen Gesamtschulen und Gymnasien erleichtert den Übergang und das Ankommen in das Regelschulsystem erheblich.
Die Freie Schule Frankfurt ist Mitglied im Bundesverband der Freien Alternativschulen sowie der European Democratic Education Community.

## Gründungsgeschichte der FSF
Die Schule wurde 1974 aus einer Kindergruppe heraus gegründet, um den Kindern einen Freiraum zum Spielen, Lernen und Arbeiten zu geben. Ausgangspunkt war der von Monika Seifert 1967 gegründete erste deutsche Kinderladen in Frankfurt-Eschersheim. Als die Kindergruppe dann im schulpflichtigen Alter war, fand sich die Lehrerin Renate Stubenrauch, die sich mit den Zielen der  Kinderladenbewegung identifizierte und sie in diesem Sinne in einer regulären Grundschule in Frankfurt-Rödelheim erzog. Für die neuen Kinder im Kinderladen wurde 1971 eine Lehrerin engagiert, die in privaten Räumen unterrichtete. Ein Antrag seitens der Eltern für einen Schulversuch wurde 1973 abgelehnt. Im Mai 1974 beantragte der Träger Verein für angewandte Sozialpädagogik die Genehmigung für die Freie Schule Frankfurt. Man begann im September mit dem Unterricht. Nach mehreren Ablehnungen des Regierungspräsidiums Darmstadt und des Hessischen Kultusministeriums sowie Bußgeldbescheiden gegen die Eltern erreichten diese nach mehrjährigem Rechtsstreit in zweiter Instanz und nach einem Gutachten von Hartmut von Hentig die Genehmigung. Nach Revision und Einsprüchen musste weiter verhandelt werden und 1986 nahm das Land Hessen unter dem rot-grünen Regierungsbündnis die Revision zurück.

## Pädagogisches Konzept
Grundlage des Lebens an der Freien Schule Frankfurt ist das pädagogische Konzept, dessen Kern die Selbstregulierung ist: Kinder bestimmen über ihre Lernaktivitäten und orientieren sich dabei an ihren Bedürfnissen und Interessen, auf die sie aus ihrer individuellen Lebenssituation heraus stoßen. Sie durchschreiten Lernprozesse in ihrem eigenen Tempo und werden dabei von den Pädagogen begleitet und unterstützt. So erschließen sie sich aktiv die Welt – unter Beteiligung aller Sinne und intellektuellen Fähigkeiten.
Der Ausgangspunkt des Konzepts der Freien Schule ist die Auffassung, dass jedes Kind sich bestmöglich entwickeln kann, wenn es die Chance hat, sich seinen ganz individuellen Voraussetzungen und Begabungen entsprechend zu entfalten. Damit unterscheidet sich die Freie Schule Frankfurt wesentlich von Regelschulen. Das pädagogische Prinzip, das diesem Menschenbild entspricht, ist das der Selbstregulierung. Jedes Kind entscheidet selbst, was, wie, wann und wo es lernt. Kinder und Erwachsene sind gleichberechtigt. Die Pädagogen sind die Bezugspersonen und Anwälte der Kinder. Sie begleiten, unterstützen und geben ihnen Raum und Zeit für ihre Entwicklungsprozesse. Sie versuchen eine Balance aus Fördern, Fordern und Wachsenlassen herzustellen. Eltern wie Pädagogen vertrauen auf die Kompetenz des Kindes, statt ihre eigenen Maßstäbe anzusetzen. In diesem Entwicklungsprozess erhalten Kinder die Chance, ihre Kompetenz gerade auch in sozialer Hinsicht unabhängig von Noten- und Leistungsdruck zu entfalten. Schule und Elternhaus werden vor diesem Hintergrund als Sozialisationsinstanzen begriffen, die sich gegenseitig kritisch spiegeln. Ort für diese Auseinandersetzungen und Diskussionen sind regelmäßige Treffen der Erwachsenen.

## Schulalltag

### „Lernen mit Kopf, Herz und Hand“
Alles, was Kinder beschäftigt, kann in der Freien Schule Frankfurt zum Schulinhalt werden, sei es ein Rollenspiel mit Freunden, das Lesen lernen oder der Wunsch etwas zu bauen. Sie finden sich in kleinen, altersgemischten Gruppen zusammen und bearbeiten ein gemeinsames Thema, miteinander und mit den Pädagogen. So entstehen Projekte und Lernangebote, die oft fächerübergreifenden Charakter haben. Kognitive, emotionale und soziale Aspekte gehören gleichermaßen zum Lernprozess. Das Erlernen von Kulturtechniken wie  Rechnen, Lesen, Schreiben findet eingebettet in lebensnahe Tätigkeiten statt (z. B. Planen eines Ausflugs, dabei Lesen von Fahrplänen, Schreiben von Packlisten). Die Kinder erschließen sich den Lernstoff nach dem mathetischen Prinzip (Mathetik = Lehre vom Lernen anhand der Fragen des Lernenden). Mit zunehmendem Alter der Kinder kommen auch abstraktere Lernformen wie Kurse oder Übungen zum Tragen.
Die Möglichkeiten zum Lernen reichen vom Schreinern in der Holzwerkstatt über Trommeln und Klavierspielen im Musikzimmer, Schmökern in der Bibliothek und Knobeln in der Matheecke bis zum Töpfern und Malen im Ästhetikbereich oder dem Theaterspielen auf der Bühne. Besondere Bedeutung kommt im Schulalltag dem motorischen Lernen zu. Die Kinder finden jederzeit Angebote und Möglichkeiten für Bewegung und können sich so ausdrücken. Für Sport in der Turnhalle und Schwimmen gibt es regelmäßige wöchentliche Termine. Hinzu kommen vielfältige Aktions- und Lernangebote wie Englisch für alle Altersgruppen, je nach Wunsch auch Latein, Spanisch oder Französisch, Exkursionen und Stadterkundungen, eine jährliche Schulfahrt, Spielen und Gärtnern im Schulgarten in Kronberg, Museums- und Theaterbesuche und vieles mehr. Die Lerninhalte müssen dabei nicht immer den herkömmlichen Schulfächern entsprechen, fügen sich aber in die Rahmenrichtlinien des Hessischen Kultusministeriums ein.

### Schule als Freiraum
Spielen und Lernen sind an der FSF nicht getrennt. Der Schultag wird dabei nicht von Stunden und Pausen, sondern von Verabredungen strukturiert. Die Kinder bestimmen gemeinsam mit den Pädagogen über ihre Zeit und bringen ihre Ideen und Fantasien ein. Lernangebote dauern so lange, bis die Kinder mit dem Thema fertig sind. Freitags wird gemeinschaftlich ein Wochenplan erstellt und zur Orientierung für die kommende Woche ausgehängt.

### Miteinander leben
Jedes Kind in der Freie Schule Frankfurt gehört einer Gruppe mit jeweils eigenen Gruppenräumen und festen Bezugspersonen an. Die Kinder entscheiden selbst, ob sie sich der Gruppe der Jüngsten, der Mittleren oder der Großen zugehörig fühlen und wann sie in die nächste Gruppe wechseln wollen. Sie richten sich dabei nach ihrem Alter und ihrer selbst wahrgenommenen Reife. Die Beziehungen zu den anderen Kindern und den Pädagogen bilden den Rahmen, in dem sich die Kinder orientieren, ausprobieren und trauen, neue Schritte zu gehen. Dazu gehören auch Auseinandersetzungen und Konflikte, die die Kinder in der FSF austragen können. Die Pädagogen bieten ihre Hilfe an und unterstützen jedes Kind dabei, sich Gehör zu verschaffen. Bei Themen, die alle angehen, kann eine Hausversammlung (Schulversammlung) einberufen werden. Sie ist das Forum, in dem die Regeln des Zusammenlebens gemeinsam diskutiert und beschlossen werden.

### Fähigkeiten einschätzen ohne Noten
Die Kinder an der Freie Schule Frankfurt lernen in Bezug zu sich selbst, wie sie sich Ziele setzen und sie erreichen können („das Lernen lernen“). An die Stelle von Leistungskontrollen und Noten treten der rege Austausch und die Rückmeldung zwischen den Kindern und den Pädagogen. Diese verfassen jährlich einen Entwicklungsbericht, der sich auf die individuelle Lebens- und Lerngeschichte des Kindes bezieht.